# Chin Shunshin
Chin Shunshin (japanisch 陳 舜臣; geboren 18. Februar 1924 in Kōbe (Präfektur Hyōgo); gestorben 21. Januar 2015 ebenda) war ein in Japan lebender Schriftsteller taiwanesischer Abstammung.

## Leben und Wirken
Chin Shunshin studierte an der „Osaka School of Foreign Studies“ (大阪外国語学校, Ōsaka gaikokugo gakkō) – heute Fakultät für Auslandsstudien der Universität Osaka – und schloss das Studium im Fach „Indische Sprachen“ ab. Nach dem Abschluss blieb er als Assistent an einem Forschungsinstitut seiner Alma Mater.
Nach dem Zweiten Weltkrieg begann Chin einen Roman zu schreiben, während er sich im Familienbetrieb, einer Import-Export-Firma, engagierte. 1961 publizierte er die Geschichte über einen chinesischen Geldverleiher-Mordfall in Kōbe mit dem Titel „Karekusa no ne“ (枯草の根) – „Tote Graswurzeln“ und erhielt dafür 1961 den Edogawa-Rampo-Preis. Daraufhin widmete er sich ganz dem Schreiben.
Dann, 1969, erhielt Chin für „Seigyokushishi Kōro“ (青玉獅子香炉) – „Saphirlöwen-Weihrauchgefäß“ den Naoki-Preis und für „Tamamine yo futatabi“ (玉嶺よふたたび) und „Kujaku no michi“ (孔雀の道) – „Der Weg des Pfaus“ (beide 1969) 1970 den „Mystery Writers of Japan Award“ (日本推理作家協会賞, Nihon suiri sakka kyōkai-shō). Auf der anderen Seite erhielt er für Sachbücher wie "Jitsuroku ahen sensō" (実録アヘン戦争) – „Authentischer Bericht über die Opiumkriege“ 1971 den Mainichi-Kulturpreis, für „Donkō no tabi“ (敦煌の旅) – „Reise nach Dunhuang“ 1976 den Osaragi-Jirō-Preis. Es folgten weitere Werke zu China, wie "Chūgoku no rekishi" (中国の歴史) – „Die Geschichte Chinas“ die von 1980 bis 1983 erschien, „Taihei Tengoku“ (太平天国) – „Tàipíng tiānguó“ 1982 über den Taiping-Aufstand 1851 bis 1864, „Chaji henro“ (茶事遍路) – etwa „Pilgerfahrt zum Tee“ (Yomiuri-Literaturpreis) und „Shokatsu Kōmei“ (諸葛孔明) – „Zhuge Liang“ 1991, für den er den „Yoshikawa-Eiji-Literaturpreis“ erhielt. Für seinen „Wichtiger Beitrag zur japanischen Kultur durch literarische Werke, die auf der Geschichte Chinas und Japans basieren“ wurde er mit dem Asahi-Preis ausgezeichnet. Chin saß im Auswahlkomitee des Watsuji-Tetsurō-Kulturpreises. Im Zusammenhang mit dem Tian’anmen-Massaker, das 1989 kritisiert hatte, nahm er 1990 die japanische Staatsbürgerschaft an.
1995 wurde Chin für seine Leistungen mit dem Preis der Akademie der Künste geehrt und wurde 1996 Mitglied der Akademie. 1998 wurde er mit dem Orden des Heiligen Schatzes 3. Klasse ausgezeichnet. 2001 erfolgte die Fertigstellung aller 30 Bände der „Chin Shunshin China Library“ (陳舜臣中国ライブラリー).